# Гуго фон Кірхбах
Граф Гуго Евальд фон Кірхбах (нім. Hugo Ewald Graf von Kirchbach; 23 травня 1809, Неймаркт, Сілезія, Прусське королівство — 26 жовтня 1887, Ніскі, Саксонія, Німецька імперія) — німецький воєначальник французько-прусської війни, генерал від інфантерії.

## Біографія
Народився в саксонській аристократичній родині капітана прусської армії. У 1824 році вступив до Кадетської школи, із 1826 року — прапорщик, із 1827 року — молодший лейтенант. У 1834 році закінчив Прусську військову академію. Із 1838 року служив на різних посадах у Генеральному штабі Пруссії. Із 1859 року — командир 36-го піхотного полку. Із 1863 року — генерал-майор, начальник штабу 3-го армійського корпусу.
Під час Другої шлезвізької війни 1864 року командував 21-ю піхотною бригадою. Під час Австро-прусської війни 1866 року у званні генерал-лейтенанта командував 10-ю піхотною дивізією, брав участь у битві при Наході.
Із початком франко-прусської війни — генерал від інфантерії, командир 5-го армійського корпусу 3-ї німецької армії. 4 серпня 1870 року завдав поразки французам у Битві при Вайссенбурзі, брав участь у битві під Седаном та облозі Парижа.
Після завершення франко-прусської війни вийшов у відставку, у 1880 році отримав титул графа. Жив у маєтку в Ніскі, де й помер.

## Вищі військові звання
- Генерал-майор (1863)
- Генерал-лейтенант (1866)
- Генерал від інфантерії (1870)

## Нагороди

### Прусське королівство
- Орден Корони (Пруссія) 3-го класу[2] (18 жовтня 1861)
- Орден Святого Йоанна (Бранденбург)
  - почесний лицар (1863)
  - лицар справедливості (1869)
- Хрест «За вислугу років» (Пруссія)
- Pour le Mérite з дубовим листям[3]
  - орден (20 вересня 1866)
  - дубове листя (16 лютого 1871)
- Залізний хрест 2-го і 1-го класу[2]
- Орден Червоного орла, великий хрест з дубовим листям (27 березня 1873)
- Орден Чорного орла з ланцюгом
  - орден (18 вересня 1875)
  - ланцюг (1876)

### Російська імперія
- Орден Святого Георгія 3-го ступеня (27 грудня 1870)
- Орден Святого Олександра Невського (січень 1874)

### Інші країни
- Орден Білого Сокола, лицарський хрест 1-го класу (Велике герцогство Саксен-Веймар-Айзенаське; 24 листопада 1846)
- Військовий орден Максиміліана Йозефа, командорський хрест (Баварське королівство; 18 жовтня 1870)
- Орден «За військові заслуги» (Вюртемберзьке королівство), великий хрест (30 грудня 1870)
- Орден Альберта (Саксонське королівство), великий хрест з військовою відзнакою (1871)
- Орден Альберта Ведмедя, великий хрест (Ангальтське герцогство; 1877)
- Хрест «За військові заслуги» (Мекленбург-Шверін) 2-го і 1-го класу
- Медаль «За військові заслуги» (Ліппе) з мечами